# Prioniturus verticalis
Prioniturus verticalis е вид птица от семейство Psittaculidae. Видът е критично застрашен от изчезване.

## Разпространение
Видът е разпространен във Филипините.